# Vereinigte Schifffahrtsunternehmen für den Bodensee und Rhein
Die Vereinigten Schifffahrtsunternehmen für den Bodensee und Rhein (VSU) sind ein 1952 gegründeter Verband mit vier Mitgliedern: Die Bodensee-Schiffsbetriebe GmbH (BSB, Konstanz), die Vorarlberg Lines-Bodenseeschifffahrt GmbH & Co. (VLB, Bregenz), die SBS Schifffahrt AG in Romanshorn und die Schweizerische Schifffahrtsgesellschaft Untersee und Rhein (URh, Schaffhausen). Diese Reedereien betreiben 30 Motorschiffe und drei Autofähren, die den Hauptteil der Weißen Flotte des Bodensees stellen, der größten derartigen Binnenflotte Europas. Sitz des Verbandes ist Konstanz.

## Geschichte
Bald nach dem Beginn der Dampfschifffahrt auf dem Bodensee regelten die drei konkurrierenden deutschen Gesellschaften gemeinsam wichtige Fragen zu Sicherheit, Güter- und Personentransport, seit 1847 auch zu den Tarifen und Fahrplänen. Aus diesen unverbindlichen Konferenzen entstanden in den 1860er Jahren, nachdem die Staatsbahnen von Baden, Württemberg und Bayern die privaten Schiffsbetriebe übernommen hatten, die länderübergreifenden Vereinigten Dampfschifffahrts-Verwaltungen (VDV). Weil Bestimmungen für das internationale Gewässer nur durch Staatsverträge zwischen den damals fünf Anrainerstaaten verbindlich wurden, konnte die VDV nur durch Initiativen und Anträge Einfluss nehmen. Solche Initiativen führten zu der ersten offiziellen Schiffskarte für den Bodensee, einem Steuerkursbuch  und der Beseitigung oder Markierung von Hindernissen für die Schifffahrt. Intern koordinierte die VDV die Fahrpläne der Schifffahrts- und Eisenbahngesellschaften, bis 1895 erschwert durch die fünf Standardzeiten am Bodensee. Wesentlich war 1867 der Beitrag der VDV bei der Gestaltung der Internationalen Schifffahrts- und Hafenordnung für den Bodensee (ISHO), die 1976 durch die Bodensee-Schifffahrtsordnung (BSO) abgelöst wurde. In ihrer aktualisierten Form ist sie heute für alle Teilnehmer am Bodensee-Schiffsverkehr verbindlich. Die Mitglieder der heutigen VSU sind die Rechtsnachfolger der gleichen vier Schifffahrtsgesellschaften, die bereits 1879 die VDV bildeten.

## Aufgaben
Zur „Pflege und Förderung des Schifffahrtsverkehrs zwischen den Uferorten am Bodensee und Rhein“ bis Schaffhausen bieten die VSU einen gemeinsamen Fahrplan mit einheitlichen Tarifen ihrer vier Mitglieder. Die Kurse werden teilweise gemeinsam (BSB mit VLB oder SBS) bedient. Die Verbandsgeschäfte werden im Gremium der VSU-Konferenz beschlossen. Diese tagt drei- bis viermal jährlich und setzt sich aus den Geschäftsführern der beteiligten Unternehmen unter Leitung der BSB zusammen. Die VSU vertreten ihre Interessen nach außen und informieren Öffentlichkeit und Massenmedien. Technische Angelegenheiten werden in Konferenzen der Betriebsleitungen beraten und beschlossen.

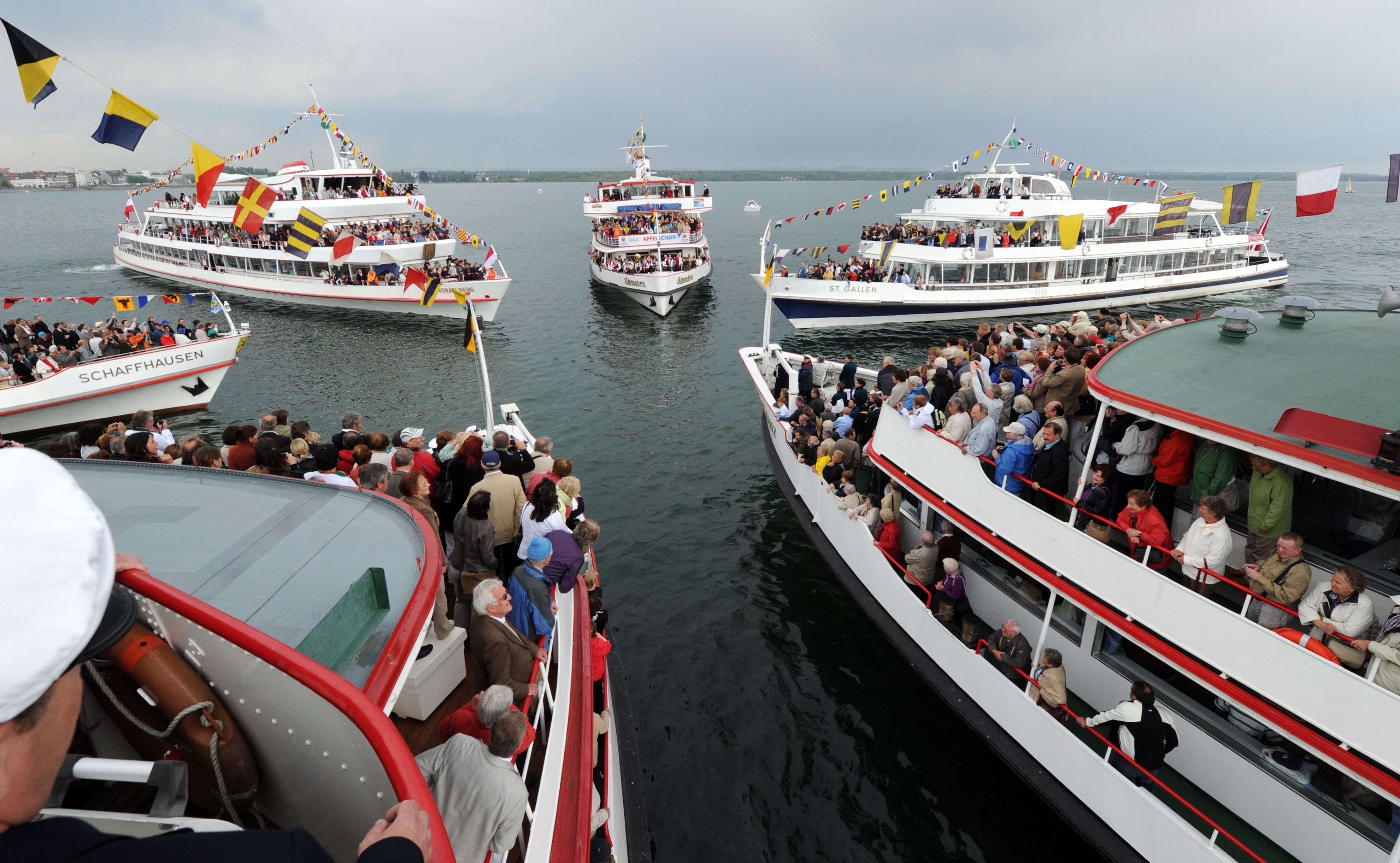
Die VSU-Mitglieder eröffnen jedes Jahr die Saison mit einer Flottensternfahrt

## Leistungen
30 Passagierschiffe der Verbandsmitglieder mit einer Kapazität von 60 bis 1200 Fahrgästen sind in der Saison von April bis Oktober im Einsatz; im Winter werden sie in vier Werften gewartet. Die drei Fähren (BSB mit SBS) verkehren ganzjährig. Mit ihren „Produkten“ Kurs-, Ausflugs-, Charter- und Eventmarketingfahrten beförderten 2012 die 260 VSU-Mitarbeiter 3,6 Mio. Passagiere. Die Anzahl ist sehr wetterabhängig, weil auch die Kursschiffe primär von Touristen genutzt werden. Von zentraler Bedeutung für die Fahrplangestaltung der VSU ist der Besuchermagnet Insel Mainau. Die jährliche Internationale Flottensternfahrt, bei der als nautische Leistung Schiffe der VSU-Reedereien, Bug an Bug, einen Stern bilden, demonstriert die Verbundenheit der VSU-Mitglieder. Weitere bekannte Ereignisse mit Beteiligung der VSU sind die Bregenzer Festspiele, Seefeuerwerke, Stadtfeste und Schiffsjubiläen.